# 柏原太郎左衛門
柏原 太郎左衛門（かしわばら たろうざえもん、1577年 - 1651年）は、江戸時代前期の貿易商。

## 概要
小堀遠江守政一の家臣・柏原兵部左衛門の子として、摂津国に生まれる。16歳の時、一門の者と共に、豊臣秀吉が主導した文禄の役に加藤清正の家来として参戦する。
後、町人となり熊本城下・小川町（現・宇城市）・長崎に「天野屋」という屋号の店を構え商業を営む。1628年（寛永5年）、長崎代官の末次平蔵とオランダの台湾長官ノイツとの間で起きた紛争・高砂事件（タイオワン事件）で活躍する。
小川町の繁栄に尽力し、竹崎季長、鉄眼禅師とともに 小川の三傑 と称される。墓は、熊本県宇城市小川町、円立寺裏の墓地にある。
大正5年（1916年）、従五位を追贈された。